# جان کولتسورث
جان کولتسورث (انگلیسی: John Slessor; ۳ ژوئن ۱۸۹۷ – ۱۲ ژوئیهٔ ۱۹۷۹) فرد نظامی اهل بریتانیا بود. وی همچنین برندهٔ جوایزی همچون لژیون شرف و صلیب نظامی شده‌است.